# 치타디카스텔로
치타디카스텔로(이탈리아어: Città di Castello)는 이탈리아 움브리아주 페루자도에 있는 코무네다. 테베르 강의 비옥한 평야에 있는 아펜니노산맥의 비탈면에 위치해있다. 페루자에서 북쪽으로 56km, 체세나에서 남쪽으로 104km 거리에 있다. A1 고속도로와 아레초로 연결되는 SS73번 도로가 지난다.

## 역사
이 도시는 움브리족들에 의해 세워졌다. 로마인들에게는 티페르눔 티베리눔(Tifernum Tiberinum, 테베레 강이 흐르는 티페르눔) 또는 키비타스 티베리나(Civitas Tiberina)라는 명칭으로 알려졌다. 이 근처에서 소 플리니우스는 오늘날 "플리니우스의 언덕"이라는 뜻의 콘테 플리니오(Colle Plinio)라고 불리고, 벽과 모자이크로 된 바닥, 대리석 조각등이 확인된 빌라 인 투스키스(villa in Tuscis)를 지었다. 아마도 에트루리아인들간의 갈등으로 인해 생겨난것으로 추정된다.
서기 550년에 티페르눔은 동고트족과의 전쟁 기간에 토틸라의 부하중 하나인 판탈로구스(Fantalogus)에 의해서 파괴되었다. 도시는 플로리두스(Floridus) 주교에 의해서 성 주위로 재건되었고 처음에는 카스트룸 펠리치타티스(Castrum Felicitatis) 그후에는 치비타스 카스텔리(Civitas Castelli)로 개명되었다. 752년에 프랑크 왕국의 국왕 피핀 3세가 피핀의 기증을 함에 따라, 이곳도 교황령으로 들어갔다. 이후에 이곳은 자유 코무네가 되었다. 체사레 보르자가 이 도시가 넘어갈때까지 비텔리(Vitelli) 가문이 통치를 했다.
그다음 세기 동안에는 아레초의 주교인 구이도(Guido)의 형제인 피에르 사코네 타를라티 디 피에트라말라등 많은 통치자들이 있었다. 피에르 사코네는 1322년에 구이도 알베르토 데 구이디 디 모딜리아나(Guido Alberto de' Guidi di Modigliana)에게 이곳을 팔았다. 중세시대 말에는 구엘프와 기벨린파들 모두의 지배를 받기도 하였다. 1375년에는 교황령에게 대항하는 도시들의 반란에 동참하기도 하였다. 제네바의 로베르 추기경(이후에 클레망 8세라고 불렸던 대립교황)은 브르타뉴 용병들을 동원하여 이곳을 함락시키려 하였으나, 격퇴당하고 말았다. 교황 마르티노 5세 시기인 1420년에 이곳은 콘도티에로 브라초 다 몬토네에게 넘어갔다. 이후에 피렌체와 밀라노의 후원을 받은 니콜로 비텔리가 완전한 통치자가 되었다. 소 안토니오 다 상갈로는 비텔리 가문을 위하여 궁전을 확장시켰다.
1474년에 교황 식스토 4세는 그의 조카 줄리아노 델라 로베레(이후의 교황 율리오 2세)를 보내어, 성과없는 협사 이후에 도시를 상대로 공성전을 벌였지만, 비텔리 가문은 그가 페데리코 다 몬테펠트로에게서 전술을 배우기전까지 항복하지 않았다. 다음해에 비텔리 가문은 도시를 재탈환하려 했으나, 체사레 보르자의 위협 때문에 공격을 그만두어 재탈환에 실패하였으며, 이후로부터 치타디카스텔로는 교황령이 되었다.

## 거주했던 유명 인물들
- 소 플리니우스
- 교황 첼레스티노 2세
- 모니카 벨루치
- 비텔로초 비텔리
- 알베르토 부리
- 살바토레 시아리노

## 자매 도시
- 프랑스 주에레투르
- 루마니아 시기쇼아라